# Juan Galindo
Pour les articles homonymes, voir Galindo (homonymie).
Juan Galindo, né en 1802 à Dublin et mort en 1839 à Tegucigalpa au Honduras, est un aventurier qui mena une carrière d'officier et d'explorateur.

## Biographie
Né d'un acteur d'origine espagnole et d'une actrice anglo-irlandaise, il s'expatria en Amérique centrale en 1827. Il fut d'abord secrétaire et traducteur au consulat britannique à Guatemala. Ayant pris le prénom de Juan au lieu de John, il fut naturalisé citoyen de la Confédération d'Amérique centrale. Il fut nommé colonel et gouverneur du Petén. C'est dans le cadre de ces fonctions qu'il eut l'occasion d'explorer Palenque en 1831. Il séjourna également deux mois à Copán en 1834, où il se livra à des fouilles et découvrit une tombe qui porte encore son nom. En janvier 1839, lorsque les forces fédérales du général Francisco Morazán furent défaites par une coalition du Honduras et du Nicaragua, Galindo, qui était partisan de Morazán, prit la fuite et fut assassiné à coups de machette à Tegucigalpa au Honduras. 
Juan Galindo fait figure de pionnier original parmi les mayanistes, avec un bilan certes mitigé. Il fut le premier à observer la ressemblance entre les personnages représentés sur les bas-reliefs des ruines de Palenque et les Mayas modernes, et en conclut que les ancêtres de ces derniers avaient bâti la cité, faisant preuve d'une grande prescience par rapport à Guillermo Dupaix, qui avait visité le site une trentaine d'années avant lui. Il remarqua également la ressemblance entre les inscriptions hiéroglyphiques de Palenque et de Copán. Une autre de ses idées, à savoir que l'Amérique était le berceau de toutes les civilisations, se révéla par contre infondée. Il écrivit un certain nombre de rapports à la Société de géographie de Paris ainsi qu'à l'American Antiquarian Society. Ils n'eurent que peu d'échos, mais parvinrent néanmoins à la connaissance de John Lloyd Stephens, contribuèrent à éveiller son intérêt pour l'Antiquité américaine et l'inciter à entreprendre des expéditions plus poussées.